# Центральний (бахш, шагрестан Фараган)
Центральний (перс. مرکزی) — бахш в Ірані, в шагрестані Фараган остану Марказі.

## Дегестани
До складу бахша входить єдиний дегестан — Фармагін.